# 6709 Hiromiyuki
6709 Hiromiyuki è un asteroide della fascia principale. Scoperto nel 1989, presenta un'orbita caratterizzata da un semiasse maggiore pari a 2,3484322 UA e da un'eccentricità di 0,1612684, inclinata di 1,82748° rispetto all'eclittica.